# Moreto Cassamá
Moreto Cassamá (Bisáu, 16 de febrero de 1998) es un futbolista bisauguineano que juega de centrocampista. Es internacional con la selección de fútbol de Guinea-Bisáu.

## Trayectoria
Cassamá comenzó su carrera deportiva en el F. C. Oporto "B" en 2017, equipo en el que jugó hasta 2019.
En ese año fichó por el Stade de Reims de la Ligue 1. Allí permaneció hasta agosto de 2022, momento en el que se marchó a Chipre para jugar en el A. C. Omonia Nicosia. Con este equipo disputó cincuenta partidos, en los que anotó un gol, y ayudó a ganar una Copa de Chipre antes de rescindir su contrato en agosto de 2024.

## Selección nacional
Cassamá fue internacional sub-16, sub-17, sub-18 y sub-19 con la selección de fútbol de Portugal, pero para la absoluta se decidió por la selección de fútbol de Guinea-Bisáu, con la que debutó el 2 de julio de 2019, en la Copa Africana de Naciones 2019, frente a la selección de fútbol de Ghana.

## Clubes
| Club                 | País     | Año       |
| -------------------- | -------- | --------- |
| F. C. Oporto "B"     | Portugal | 2017-2019 |
| Stade de Reims       | Francia  | 2019-2022 |
| A. C. Omonia Nicosia | Chipre   | 2022-2024 |

## Palmarés

### Títulos nacionales
| Título         | Club                 | País   | Año  |
| -------------- | -------------------- | ------ | ---- |
| Copa de Chipre | A. C. Omonia Nicosia | Chipre | 2023 |